# Stumblin' In
Stumblin' In (укр. Спотикаючись) — пісня Сюзі Кватро та Кріса Нормана з альбому «If You Knew Suzi», випущеному в 1979 році. 
"...Our love is a flame burnin' within 
Now and then fire light will catch us,
stumblin' in..."
"...Наше кохання - полум'я, котре горить всередині.
Час від часу буде охоплювати нас,
Спотикаючись..."
Найвищим досягненням пісні стало 4 місце у хіт-параді Billboard Hot 100.
Кріс Норман на той момент був вокалістом (фронтменом) гурту Smokie, так що для нього ця пісня була відходом від хард-рокового звучання його гурту.
Пісня досягла 4 місця в США (в Billboard Hot 100). У Великій Британії сингл з нею був менш успішним, досяг 41 місця в сингловому чарті Великої Британії Singles Chart .
Для Сюзі Кватро, у якої в британських чартах була ціла серія хітів, ця пісня  так і залишилася єдиним хітом в США (тобто єдиною, котра потрапила в американські чарти).
І для Сюзі Кватро, і для Кріса Нормана (як сольного виконавця) пісня виявилася найбільш успішною в кар'єрі (у Кріса Нормана вийшла пісня «Midnight Lady», але вона була популярною тільки в континентальній Європі, у Великій Британії в чарти не попала.)
Пісня «Stumblin 'In» найчастіше потрапляє до збірок романтичних хітів 70 - 80 -их. років

## Учасники
- Сюзі Кватро — вокал, бас
- Кріс Норман — вокал
- Лен Такі — гітара
- Дейв Ніл — барабани
- Майк Дікон — клавішні